# Marco Licinio Crasso (console 30 a.C.)
Marco Licinio Crasso (latino: Marcus Licinius Crassus; 60 a.C. circa) è stato un politico e console dell'Impero romano. Raggiunse i massimi livelli della carriera politico-militare sotto il governo di Augusto.

## Biografia

### Origini familiari
Apparteneva alla nobile gens Licinia. Era nipote del famoso triumviro e console del 70 a.C., Marco Licinio Crasso. Figlio del questore omonimo che servì sotto Cesare ai tempi della conquista della Gallia (nel 54 e 53 a.C.), la madre era, invece, una Cecilia Metella. Adottò Marco Licinio Crasso Dive, console nel 14 a.C., figlio di Marco Pupio Pisone Frugi (che fu pretore nel 44 a.C. e legato nel 40 a.C.), a sua volta figlio di Marco Pupio Pisone Frugi Calpurniano.

### Carriera politico-militare
Dopo il consolato del 30 a.C., divenne proconsole di Macedonia negli anni 29-27 a.C.. Compì imprese militari lungo il basso corso del Danubio negli anni 29 e 28 a.C., nel corso delle quali batté numerosi popoli tra cui Geti, Daci, Bastarni, Mesi, Triballi, Dardani e Traci (tra cui Maedi, Serdi e Bessi).
Intraprese poi la sua prima campagna per aiutare la popolazione alleata dei Denteleti., che era stata attaccata dai Bastarni, che in precedenza avevano sottomesso anche le popolazioni limitrofe di Triballi e Mesi. Crasso partì con ogni probabilità da Eraclea Sintica, percorse la via lungo il fiume Strymon, liberando per prima cosa la città di Serdica (capitale dei Denteleti).  Successivamente avanzò in direzione dei Mesi, invadendone le terre e battendoli insieme ai Bastarni del re Deldone, alla confluenza tra il fiume Ciabrus ed il Danubio, nelle vicinanze di Ratiaria. L'esito finale della campagna del 29 a.C. fu che i Bastarni furono costretti a tornare alle loro sedi originali, in Scizia, mentre i Mesi furono sottomessi.
L'anno successivo (28 a.C.) si rivolse contro le popolazioni dei Traci, che lo avevano ostacolato sulla strada del ritorno l'anno precedente, ottenendo la sottomissione di Maedi, Serdi e Bessi, non degli Odrisi che si erano subito dimostrati a lui fedeli alleati. Riuscì, infine, a battere alcune tribù geto-daciche, presso le cave di Ciris, conquistando la loro roccaforte di Genucla, in Dobrugia. Sulla strada del ritorno, divise l'esercito in due colonne: con la prima attaccò i Mesi Triballi, la cui capitale era probabilmente Oescus (oggi Gigen), con la seconda egli stesso batté i Mesi Artaci. Al termine di questo secondo anno di campagna è, però, poco probabile che i Mesi siano stati annessi alla provincia di Macedonia. Al contrario, le tribù della Tracia, pur rimanendo ancora indipendenti, diventarono popoli clienti di Roma. Crasso era così riuscito ad affermare il prestigio romano sull'intera regione a sud del basso Danubio.
Pur avendo ucciso in singolar tenzone il re dei Bastarni, Augusto non volle assegnare al comandante vittorioso le spoglie opime di cui, secondo la tradizione, aveva diritto e neppure il titolo di Imperator, ma solo il trionfo in qualità di vir triumphalis. Essendo egli inviso all'imperatore, Augusto, la carriera di Marco Licinio Crasso fu in seguito poco luminosa e brillante.